# Crotalaria peregrina
Crotalaria peregrina är en ärtväxtart som beskrevs av Roger Marcus Polhill. Crotalaria peregrina ingår i släktet sunnhampor, och familjen ärtväxter. Inga underarter finns listade i Catalogue of Life.